# ذو القدر
بنو ذو القدر هم سلالة من أمراء الأناضول خلال الفترة الثانية، حكموا خلال أواخر القرن الثالث عشر وأوائل القرن الرابع عشر. ظهرت هذه الإمارة بعد اضمحلال قوة سلطنة سلاجقة الروم. كانت عاصمة هذه الإمارة البستان، ضمن مقاطعة مرعش.
امتدت سيطرة هذه الإمارة في أوجها من منطقة تمتد من كيرشهر إلى الموصل، ومع صعود قوة العثمانيين أصبحت هذه الإمارة تشكل منطقة عازلة ما بين العثمانيين والمماليك. ضمت إلى الدولة العثمانية في أوائل القرن السادس عشر. حافظت هذه الإمارة على علاقة طيبة مع العثمانيين عن طريق الزواج، حيث تزوجت العديد من أميرات هذه الإمارة بأمراء وسلاطين الدولة العثمانية.

## قائمة الحكام
| 1337-09/1353 | زين الدين أحمد قراقا          | زين الدين أحمد قراقا          | زين الدين أحمد قراقا          | زين الدين أحمد قراقا          |
| 1353-1386    | غرس الدين خليل بن قراقا       | غرس الدين خليل بن قراقا       | غرس الدين خليل بن قراقا       | غرس الدين خليل بن قراقا       |
| 1386-05/1398 | شعبان صولي بن قراقا           | شعبان صولي بن قراقا           | شعبان صولي بن قراقا           | شعبان صولي بن قراقا           |
| 1398-09/1399 | صدقة بن صولي                  | صدقة بن صولي                  | صدقة بن صولي                  | صدقة بن صولي                  |
| 1399-1442    | ناصر الدين محمد بن خليل       | ناصر الدين محمد بن خليل       | ناصر الدين محمد بن خليل       | ناصر الدين محمد بن خليل       |
| 1442-1454    | سليمان بن محمد                | سليمان بن محمد                | سليمان بن محمد                | سليمان بن محمد                |
| 1454-1465    | ملك أرسلان بن سليمان          | ملك أرسلان بن سليمان          | ملك أرسلان بن سليمان          | ملك أرسلان بن سليمان          |
| 1465-1467    | شهاب بوداك بن سليمان          | شهاب بوداك بن سليمان          | شهاب بوداك بن سليمان          | شهاب بوداك بن سليمان          |
| 1467-1472    | شاه سوار بن سليمان            | شاه سوار بن سليمان            | شاه سوار بن سليمان            | شاه سوار بن سليمان            |
| 1472-1480    | شهاب بوداك بن سليمان          | شهاب بوداك بن سليمان          | شهاب بوداك بن سليمان          | شهاب بوداك بن سليمان          |
| 1480-06/1515 | علاء الدولة بوذقارد بن سليمان | علاء الدولة بوذقارد بن سليمان | علاء الدولة بوذقارد بن سليمان | علاء الدولة بوذقارد بن سليمان |
| 1515-1522    | علي بن شاه سوار               | علي بن شاه سوار               | علي بن شاه سوار               | علي بن شاه سوار               |